# Turpilia punctata
Turpilia punctata är en insektsart som beskrevs av Carl Stål 1874. Turpilia punctata ingår i släktet Turpilia och familjen vårtbitare. Inga underarter finns listade i Catalogue of Life.